# Euonymus grandiflorus
Euonymus grandiflorus е вид растение от семейство Чашкодрянови (Celastraceae). Има статут на незастрашен вид.

## Разпространение
Среща се в Китай, Бирма и Непал.